# Storhällan
Storhällan is een Zweeds zandbank of rotseiland behorend tot de Lule-archipel. Het eilandje ligt tussen Storbrändön en Kluntarna, het belangrijkste eiland in deze omgeving. Het heeft geen oeververbinding en is onbebouwd.
Björkskäret · Granskäret · Kluntarna · Lillbjörnen · Lillhällan · Sikhällan · Sikrevet · Stor-Kallgröten · Storhällan · Spålgrundet